# Sint-Fredericuskerk (Steggerda)
De Sint-Fredericuskerk is een rooms-katholieke parochiekerk in Steggerda in de Nederlandse provincie Friesland. Het kerkgebouw is een rijksmonument.

## Beschrijving
Patroonheilige van de kerk is Fredericus. De driebeukige neogotische kruiskerk uit 1922, en de naastgelegen pastorie, werd ontworpen door de architect Wolter te Riele.
Op de kruisribgewelven zijn beschilderingen aangebracht. Het hoogaltaar werd vervaardigd door edelsmidse Brom. Het orgel uit 1901 werd gemaakt door N.S. Leyser en werd in 1923 in de kerk geplaatst.

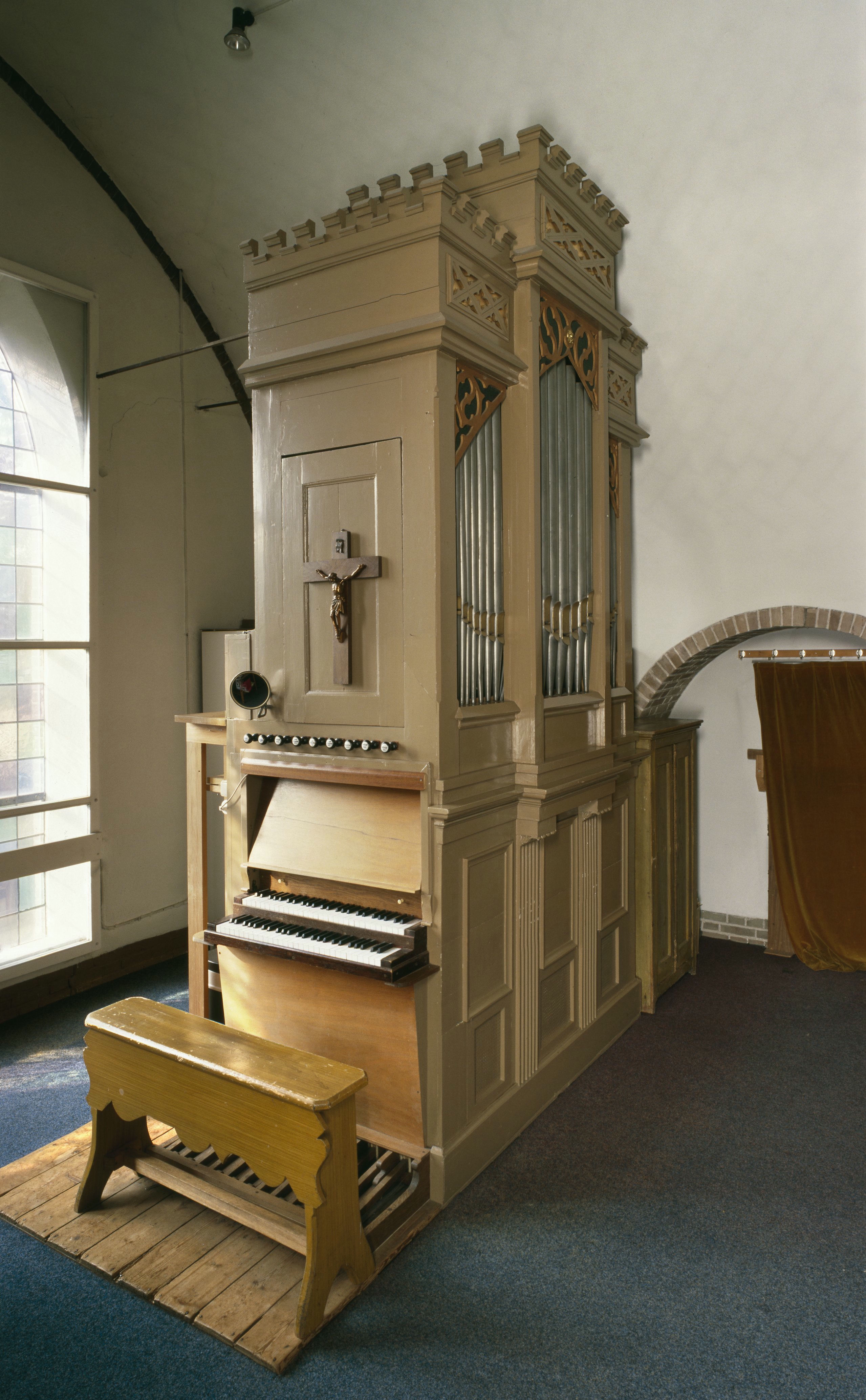
Orgel in 2008

Op de begraafplaats achter de kerk bevindt zich een calvariegroep (1926) van Heinrich Moors.
Sinds 2014 vormen de gemeenschappen van  Steggerda, Heerenveen, Wolvega en Frederiksoord de HH. Petrus en Paulus parochie.